# Леонард Овусу
Леонард Овусу (англ. Leonard Owusu, нар. 3 червня 1997, Аккра) — ганський футболіст, півзахисник сербського «Партизана». На умовах оренди грає за норвезький «Фредрікстад».

## Ігрова кар'єра
Народився 3 червня 1997 року в Аккрі. Вихованець футбольної школи клубу «Дреамс». Дорослу футбольну кар'єру розпочав 2017 року в основній команді того ж клубу, в якій провів один сезон, взявши участь у 10 матчах чемпіонату. 
Своєю грою за цю команду привернув увагу представників тренерського штабу ізраїльського «Ашдода», до складу якого приєднався 2018 року. Відіграв за ашдодську команду наступні два сезони своєї ігрової кар'єри. Більшість часу, проведеного у складі «Ашдода», був основним гравцем команди.
2020 року уклав контракт з канадським «Ванкувер Вайткепс», у складі якого провів наступні два роки своєї кар'єри гравця. Також здебільшого виходив на поле в основному складі команди.
Протягом 2023 року захищав кольори норвезького «Одда», а наступного року став гравцем сербського «Партизана».